# Campeonato Mundial de Atletismo de 2013 - Salto em altura feminino
O salto em altura feminino do Campeonato Mundial de Atletismo de 2013 ocorreu entre 15 e  17 de agosto no Estádio Lujniki, em Moscou. 

## Recordes
Antes desta competição, os recordes mundiais e do campeonato nesta prova eram os seguintes:
| Tipo                  | Atleta             | Altura | Local | Data                 | Ref |
| --------------------- | ------------------ | ------ | ----- | -------------------- | --- |
|                       | Stefka Kostadinova | 2,09   | Roma  | 30 de agosto de 1987 | ver |
| Recorde do campeonato | Stefka Kostadinova | 2,09   | Roma  | 30 de agosto de 1987 | ver |

## Medalhistas
| Ouro                   | Prata                                   |
| Brigetta Barrett (USA) | Anna Čičerova (RUS) · Ruth Beitia (ESP) |

## Cronograma
| Data         | Hora  | Evento        |
| ------------ | ----- | ------------- |
| 15 de agosto | 09:40 | Primeira fase |
| 17 de agosto | 18:00 | Final         |

## Resultados

### Primeira fase
Qualificação:Qualificação de Desempenho 1.95m (Q) ou pelo menos 12 melhores (q) avançam para a final.
| Classificação | Grupo | Nome                       | Nacionalidade  | 1,78 | 1,83 | 1,88 | 1,92 | Marca | Nota       |
| ------------- | ----- | -------------------------- | -------------- | ---- | ---- | ---- | ---- | ----- | ---------- |
| 1             | A     | Irina Gordeeva             | Rússia         | o    | o    | o    | o    | 1,92  | q          |
| 1             | A     | Anna Čičerova              | Rússia         | –    | –    | o    | o    | 1,92  | q          |
| 1             | A     | Alessia Trost              | Itália         | o    | o    | o    | o    | 1,92  | q          |
| 1             | A     | Emma Green                 | Suécia         | –    | –    | o    | o    | 1,92  | q          |
| 1             | B     | Airinė Palšytė             | Lituânia       | o    | o    | o    | o    | 1,92  | q          |
| 1             | B     | Ruth Beitia                | Espanha        | –    | o    | o    | o    | 1,92  | q          |
| 7             | B     | Brigetta Barrett           | Estados Unidos | –    | xxo  | o    | o    | 1,92  | q          |
| 7             | A     | Zheng Xingjuan             | China          | –    | o    | xxo  | o    | 1,92  | q, SB      |
| 9             | B     | Kamila Stepaniuk           | Polónia        | o    | o    | xo   | xo   | 1,92  | q          |
| 10            | A     | Justyna Kasprzycka         | Polónia        | –    | o    | o    | xxo  | 1,92  | q          |
| 10            | A     | Levern Spencer             | Santa Lúcia    | –    | o    | o    | xxo  | 1,92  | q          |
| 10            | A     | Marie-Laurence Jungfleisch | Alemanha       | o    | o    | o    | xxo  | 1,92  | q          |
| 13            | A     | Nadiya Dusanova            | Uzbequistão    | –    | o    | o    | xxx  | 1,88  |            |
| 14            | A     | Oksana Okuneva             | Ucrânia        | o    | xo   | o    | xxx  | 1,88  |            |
| 15            | B     | Maayan Furman-Shahaf       | Israel         | o    | o    | xo   | xxx  | 1,88  |            |
| 15            | B     | Anna Iljuštšenko           | Estónia        | –    | o    | xo   | xxx  | 1,88  |            |
| 17            | A     | Inika McPherson            | Estados Unidos | –    | xxo  | xo   | xxx  | 1,88  |            |
| 18            | B     | Ana Šimić                  | Croácia        | xo   | xo   | xxo  | xxx  | 1,88  |            |
| 19            | B     | Barbara Szabó              | Hungria        | o    | o    | xxx  |      | 1,83  |            |
| 19            | B     | Burcu Yüksel               | Turquia        | o    | o    | xxx  |      | 1,83  |            |
| 19            | B     | Antonia Stergiou           | Grécia         | o    | o    | xxx  |      | 1,83  |            |
| 19            | B     | Yelena Slesarenko          | Rússia         | o    | o    | xxx  |      | 1,83  |            |
| 23            | B     | Jeanelle Scheper           | Santa Lúcia    | xo   | o    | xxx  |      | 1,83  |            |
| 24            | A     | Marina Aitova              | Cazaquistão    | o    | xo   | xxx  |      | 1,83  |            |
| 25            | B     | Mirela Demireva            | Bulgária       | o    | xxo  | xxx  |      | 1,83  |            |
| 26            | A     | Miyuki Fukumoto            | Japão          | o    | xxx  |      |      | 1,78  |            |
| —             | B     | Svetlana Shkolina          | Rússia         | –    | –    | o    | o    | 1,92  | DSQ Doping |

### Final
A final foi iniciada as 18:00 
| Classificação    | Nome                       | Nacionalidade  | 1,89 | 1,93 | 1,97 | 2,00 | 2,03 | 2,05 | Marca | Nota       |
| ---------------- | -------------------------- | -------------- | ---- | ---- | ---- | ---- | ---- | ---- | ----- | ---------- |
| Medalha de ouro  | Brigetta Barrett           | Estados Unidos | o    | o    | o    | o    | xxx  |      | 2,00  |            |
| Medalha de prata | Anna Čičerova              | Rússia         | o    | o    | o    | xxx  |      |      | 1,97  |            |
| Medalha de prata | Ruth Beitia                | Espanha        | o    | o    | o    | xxx  |      |      | 1,97  |            |
| 4                | Emma Green                 | Suécia         | o    | xo   | xo   | xxx  |      |      | 1,97  | SB         |
| 4                | Justyna Kasprzycka         | Polónia        | o    | o    | xxo  | xxx  |      |      | 1,97  | PB         |
| 6                | Kamila Stepaniuk           | Polónia        | o    | o    | xxx  |      |      |      | 1,93  |            |
| 6                | Alessia Trost              | Itália         | o    | o    | xxx  |      |      |      | 1,93  |            |
| 8                | Zheng Xingjuan             | China          | o    | xo   | xxx  |      |      |      | 1,93  | SB         |
| 8                | Irina Gordeeva             | Rússia         | o    | xo   | xxx  |      |      |      | 1,93  |            |
| 10               | Levern Spencer             | Santa Lúcia    | o    | xxx  |      |      |      |      | 1,89  |            |
| 11               | Airinė Palšytė             | Lituânia       | xo   | xxx  |      |      |      |      | 1,89  |            |
| 12 !             | Marie-Laurence Jungfleisch | Alemanha       | xxx  |      |      |      |      |      | NM    |            |
| —                | Svetlana Shkolina          | Rússia         | o    | xo   | o    | o    | o    | xx-  | 2,03  | DSQ doping |

Legenda
| Recorde mundial       | Recorde mundial (World record)               |                       | Recorde africano                      | Recorde africano (African) |                                           | Q | Classificado por posição (Qualified) |
| Recorde do campeonato | Recorde do campeonato (Championship record)  | Recorde da América    | Recorde da América (Americas)         | q                          | Classificado por melhor tempo (Qualified) |   |                                      |
| Melhor marca do ano   | Melhor marca do ano (World leading)          | Recorde asiático      | Recorde asiático (Asian)              | DNS                        | Não largou (Did not start)                |   |                                      |
| Recorde nacional      | Recorde nacional (National record)           | Recorde europeu       | Recorde europeu (European)            | DNF                        | Não terminou (Did not finish)             |   |                                      |
| Recorde pessoal       | Recorde pessoal do atleta (Personal best)    | Recorde da Oceania    | Recorde da Oceania (Oceania)          | DSQ / DQ                   | Desclassificado (Disqualified)            |   |                                      |
| Recorde da temporada  | Recorde da temporada do atleta (Season best) | Recorde sul-americano | Recorde sul-americano (South America) | NM                         | Sem marca (No mark)                       |   |                                      |